# Lauren Singer
Lauren Singer es una activista ambiental y empresaria estadounidense, reconocida por impulsar el movimiento ambiental basura cero. En su blog "Trash is for Tossers" brinda consejos para acoger este estilo de vida y en su compañía The Simply Co. comercializa productos amigables con el medio ambiente.

## Primeros años y educación
Singer ingresó en la Universidad de Nueva York y obtuvo un título en Estudios Ambientales en 2013. Acto seguido se vinculó con el Departamento de Protección Ambiental de la Ciudad de Nueva York como analista de sustentabilidad.

## Carrera y activismo
Inspirada en la labor de la activista francesa Bea Johnson, Singer se acogió al movimiento basura cero en 2012. El mismo año inició su blog Trash is for Tossers, detallando su experiencia personal en esta filosofía ambiental. Desde entonces ha aparecido en algunos medios y ha brindado conferencias, entre las que destacan su participación en el TEDxTeen de 2015. Inició junto a Daniel Silverstein una tienda denominada Package Free Shop en Brooklyn en 2017,

. en la que no se utilizan bolsas plásticas.